# Stokke
Stokke ist eine Ortschaft in der norwegischen Kommune Sandefjord in der Provinz (Fylke) Vestfold. Der Ort hat 4294 Einwohner (Stand: 1. Januar 2024). Stokke war bis Ende 2016 eine eigenständige Kommune.

## Geografie und Verkehr
Stokke ist ein sogenannter Tettsted, also eine Ansiedlung, die für statistische Zwecke als eine städtische Siedlung gewertet wird. Die Ortschaft liegt etwas landeinwärts des Tønsbegfjords. Weiter im Südwesten befindet sich die Stadt Sandefjord und im Nordosten die Stadt Tønsberg.
Etwas westlich der Ortschaft Stokke verläuft die Europastraße 18 (E18). Von Stokke aus führt der Fylkesvei 3160 zur E18. Der Bahnhof in Stokke wurde im Jahr 1881 eröffnet. Er liegt an der Vestfoldbanen und ist rund 128 Kilometer vom Osloer Hauptbahnhof entfernt. Der Flughafen Torp liegt auf etwa halber Strecke zwischen Stokke und Sandefjord.

## Kommune Stokke

Wappen der Kommune

Bis Ende 2016 war Stokke eine eigenständige Kommune. Sie hatte Anfang 2016 11.657 Einwohner und die Ortschaft Stokke war ihr Verwaltungssitz. Als eine der ersten Änderungen im Rahmen der landesweiten Kommunalreform wurde sie zum 1. Januar 2017 gemeinsam mit Andebu und mit Ausnahme der Ortschaft Vear Teil der Kommune Sandefjord. Vear mit damals rund 2200 Einwohnern ging stattdessen an die Kommune Tønsberg über.
Die Grenzen der Kommune Stokke wurden im Laufe ihres Bestehens immer wieder verändert: Im Jahr 1901 ging ein Gebiet mit 70 Einwohnern an die Kommune Nøtterøy über, im Jahr 1964 folgte ein Teil der Kommune mit 165 Einwohnern. Drei Jahre später wurde ein von fünf Personen bewohntes Gebiet an Sem überführt, das im Gegenzug ein Gebiet mit zwei Einwohnern an Stokke abtrat.

## Kirche
Die Stokke kirke wurde im Jahr 1886 fertiggestellt. Die Kirche mit Ziegelfassade erstattete eine romanische Kirche.

## Name
Der Ortsname leitet sich vom Altnordischen Stokkar und dem Wort stokkr ab. Die Einwohner Stokkes werden Stokkesokning genannt.

## Persönlichkeiten
- Frederik Stang (1808–1884), Politiker und Jurist
- Henryk Bull (1844–1930), norwegisch-australischer Geschäftsmann und Entdecker
- Gustav Olsen-Berg (1862–1896), Politiker und Typograph
- Kristoffer Olsen (1883–1948), Segler
- Ole Sørensen (1883–1958), Segler
- Magnus Konow (1887–1972), Segler
- Margaret Skjelbred (* 1949), Schriftstellerin
- Erlend Larsen (* 1965), Politiker
- Steinar Opstad (* 1971), Dichter
- Lise Davidsen (* 1987), Opernsängerin (Sopran)